# Dymasius sumbaensis
Dymasius sumbaensis là một loài bọ cánh cứng trong họ Cerambycidae.